# Anna Kíkina
Anna Yúrievna Kíkina (en ruso: Анна Юрьевна Кикина. Novosibirsk, 27 de agosto de 1984) es una ingeniera rusa y cosmonauta de pruebas, seleccionada en 2012.

## Biografía
En 2005 realizó un curso de instructora de primeros auxilios en el Ministerio de Emergencias de Rusia y en 2006 se graduó con honores de la facultad de ingeniería de la Academia Estatal de Ingeniería de Transporte Acuático de Novosibirsk, con la especialización Protección en Situaciones de Emergencia. En 2008 obtuvo un título de Economía y Gestión (Industria del Transporte) en la misma casa de estudios.
Trabajó como presentadora en Radio Siberia.
En 2012, al enterarse de que la agencia rusa, Roscosmos estaba buscando cosmonautas en formación, Anna decidió postularse. El proceso de selección duró aproximadamente un año, durante el cual el número de solicitantes se redujo a 304, incluidas 43 mujeres. Entre los ocho candidatos finalmente seleccionados, ella era la única mujer. En la última selección quedaron seis hombres, y no se dieron explicaciones de las razones que dejaron fuera a Kíkina. Unos días después se informó que la decisión sería revertida y se incluyó nuevamente a Kíkina, siendo asignada al puesto de cosmonauta de prueba en 2014, e inició su preparación para volar al espacio.
En junio de 2020, su compañero cosmonauta Oleg Kononenko dijo que se esperaba que Kíkina volara en una misión del otoño boreal de 2022 a la Estación Espacial Internacional a bordo de la Soyuz MS-22, y realizara una caminata espacial durante la misión. Con ello se convertiría en la quinta mujer cosmonauta rusa en ir al espacio. La corporación espacial estatal rusa anunció el 16 de marzo que Mattel ha presentado una muñeca que encarna la imagen de Anna Kikina para la campaña "You Can Be Who You Want".
En octubre de 2022, finalmente Anna voló en la SpaceX Crew-5 rumbo a la ISS como parte de la Expedición 68.

## Carrera Roscosmos

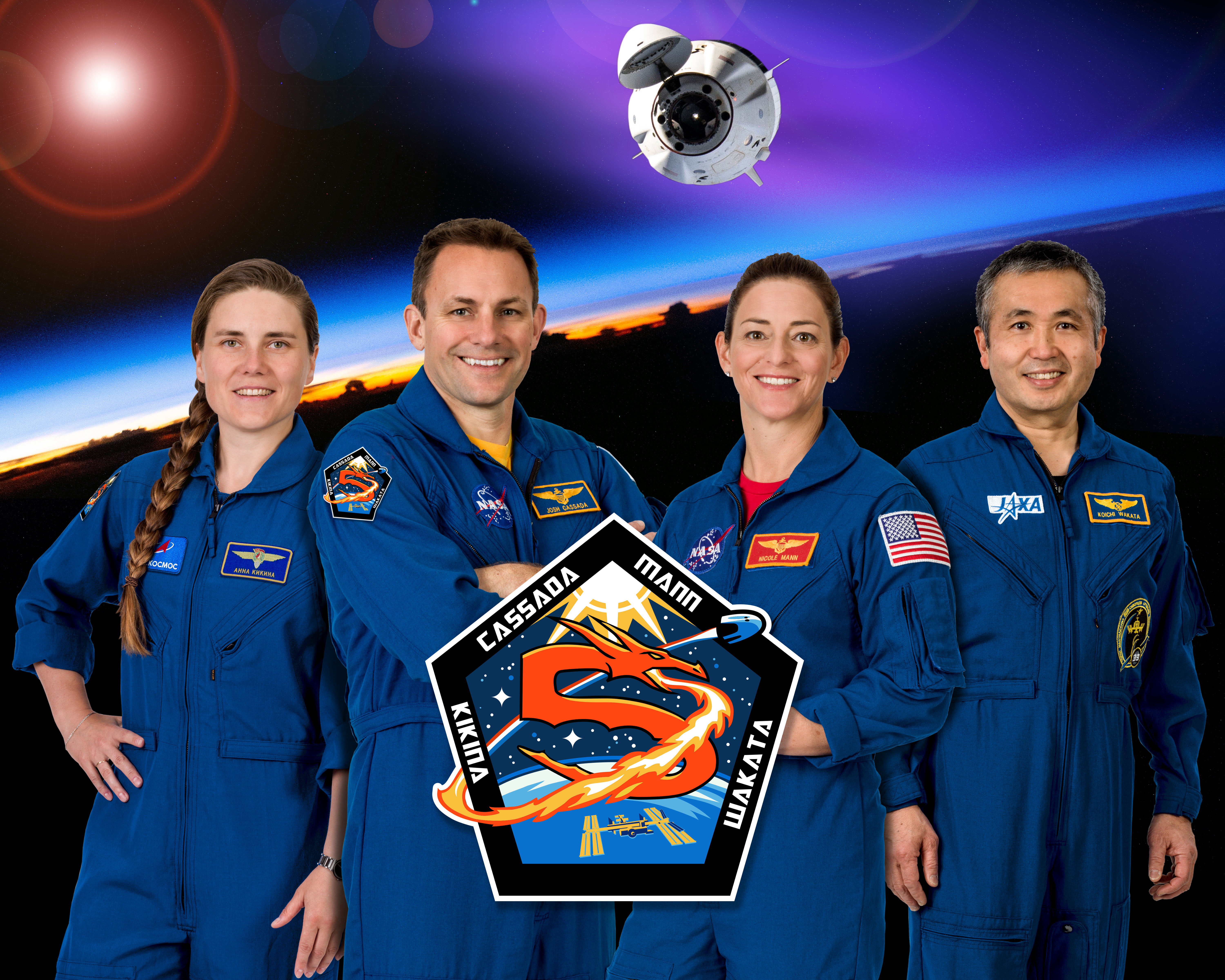
Retrato oficial de la tripulación de SpaceX Crew-5: Anna Kikina, Josh Cassada, Nicole Mann y Koichi Wakata

Después de ser elegida como cosmonauta de pruebas en 2014 por Roscosmos, en el año 2017 participó en la expedición Sirius 1 en el Instituto de Problemas Biomédicos de la Academia de  Rusia (IBMP), junto con otros investigadores rusos y un ingeniero alemán de la ESA, Victor Fetter, durante 17 días. 

### Expedición 68
En el año 2020, el cosmonauta Oleg Kononenko anunció que se esperaba que Kíkina volara en una misión del otoño de 2022 a la Estación Espacial Internacional a bordo de la Soyuz MS-22, comenzando la preparación para su misión sirviendo como reserva de la Soyuz MS-21. 
En un principio fue asignada a la tripulación de la Soyuz MS-22 junto con los cosmonautas, Serguéi Prokópiev y Dmitriy Petelin. Pero después debido a un acuerdo de Roscosmos con la NASA su asiento fue ocupado por el astronauta de la NASA Frank Rubio, quien se intercambio con la cosmonauta Anna Kíkina, que viajaría en la nave SpaceX Crew-5 con el resto de la tripulación permanente de la Expedición 68, con motivo del intercambio de tripulación entre la NASA y Roscosmos. El acuerdo de intercambio de tripulaciones tiene como objetivo asegurar que, en caso de una situación de emergencia relacionada con la cancelación o un retraso en el lanzamiento de una nave espacial rusa o estadounidense, se garantice la presencia a bordo de la ISS de al menos un cosmonauta de Ruso y un astronauta de la Nasa para servir a los segmentos ruso (ROS) y estadounidense, respectivamente.
La expedición comenzó con tres miembros procedentes de la Soyuz MS-22 y los tripulantes de la Crew-4 de SpaceX, los astronautas de la NASA, Kjell N. Lindgren, Robert Hines, Jessica Watkins y la astronauta de la ESA, Samantha Cristoforetti, que pasaron a formar parte de la tripulación de esta expedición de forma temporal siendo transferidos desde la Expedición 67 en septiembre del año 2022, hasta la llegada de la Crew-5 a partir del 5 de octubre de 2022 con el resto de la tripulación permanente de esta expedición, convirtiéndose así en la quinta cosmonauta profesional de la historia y la sexta ciudadana soviética/rusa en viajar al espacio después de Yulia Peresild que se le adelanto a bordo de la Soyuz MS-19, en 2021.